# 天体化学

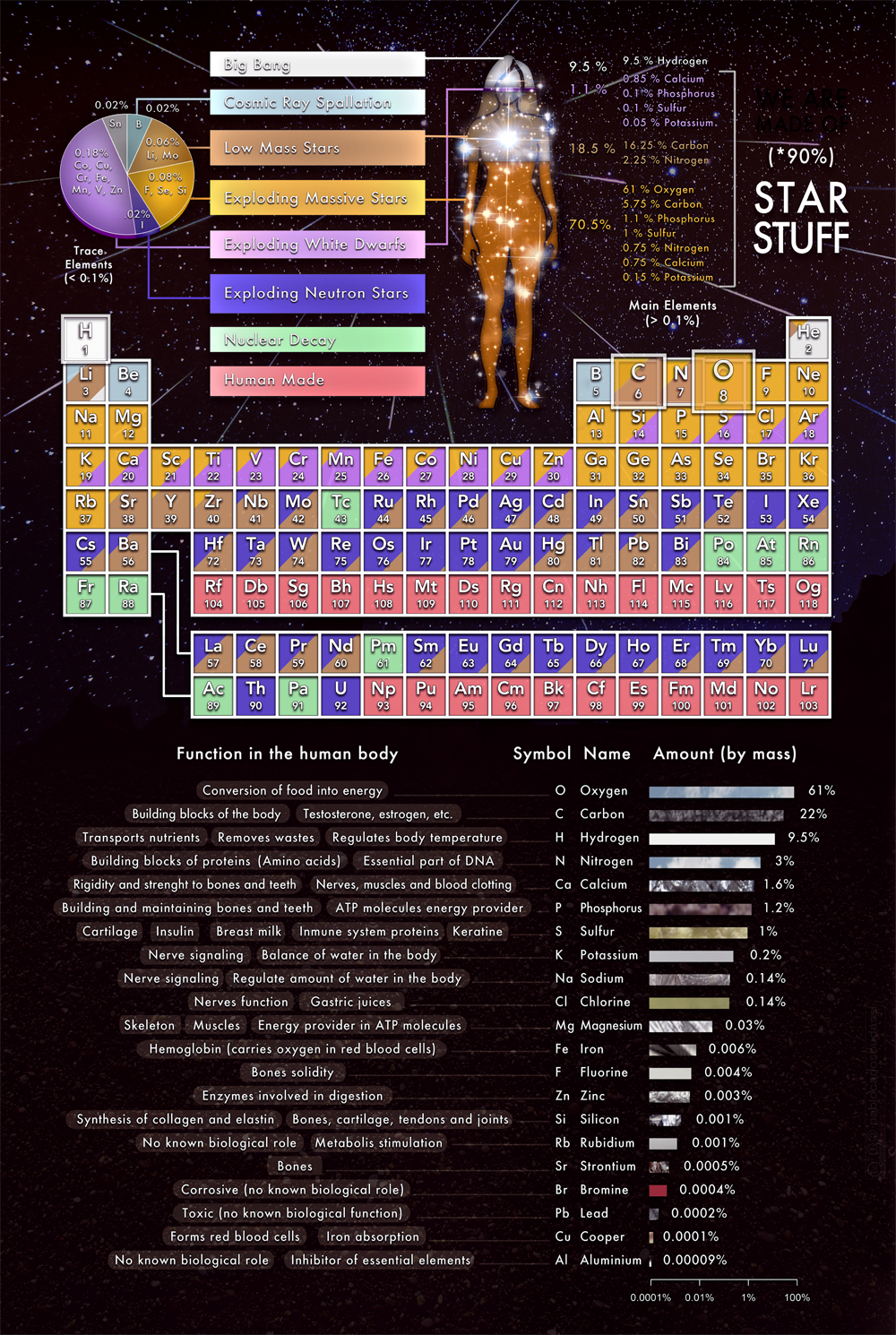
人体を構成する化学元素の起源に関する理論を示したインフォグラフィック

天体化学（てんたいかがく、Astrochemistry）は、宇宙に存在する分子の存在量や反応、放射との相互作用等を研究する学問である。
学問分野としては、天文学及び化学と重複し、太陽系内及び星間物質の双方を対象とする。隕石等の太陽系天体中の元素や同位体の存在比を研究する学問は、宇宙化学(Cosmochemistry)、星間物質の原子や分子、それらの相互作用や放射を研究する学問は、分子宇宙物理学(Molecular astrophysics)と呼ばれることもある。太陽系は分子雲から形成されたため、分子雲の形成、組成、進化及び運命については、特に関心が持たれている。

## 歴史
天文学と化学から派生した学問分野として、天体化学の歴史は、この2つの分野が共有する歴史の上に成り立っている。
観測的及び実験的分光法の発展により、太陽系内や周囲の星間物質の中で検出できる分子の種類は増え続けている。一方、分光法等の技術の進歩により発見される化学種が増加したことで、天体化学の研究に利用できる化学空間の規模が拡大している。

### 分光法の歴史
アイザック・ニュートンが1666年に光のスペクトルの性質を明らかにし最初の光学分光器を作る前に、アタナシウス・キルヒャー（1646年）、ヤン・マレク・マーシ（1648年）、ロバート・ボイル（1664年）、フランチェスコ・マリア・グリマルディ（1665年）らにより、太陽のスペクトルの観測が行われていた。ウィリアム・ウォラストンが太陽放射中に存在するスペクトル線を観測する分光器を作り、1802年に初めて分光法が天文学の手法として用いられた。これらのスペクトル線は、後にヨゼフ・フォン・フラウンホーファーにより定量された。
1835年にチャールズ・ホイートストンが、異なる金属から放出される火花には輝線スペクトルが含まれるという報告の後、異なる材料を区別するために初めて使用された。この観測を元に、1849年にレオン・フーコーは、異なる温度の同じ物質から同一の輝線と吸収線が生じることを実証した。
1853年には、アンデルス・オングストロームが著書Optiska Undersökningarの中で独立に同様の主張を行い、その中で、発光ガスは、吸収しうる光と同じ周波数の光を放出することを理論化した。
この分光データは、ヨハン・ヤコブ・バルマーが水素サンプルが示すスペクトル線がバルマー系列と呼ばれる単純な経験的関係に従うことを観測したことにより、理論的に重要性を持つようになっていった。
1888年にヨハネス・リュードベリが発展させたリュードベリの式の特殊な場合であるこの系列は、水素で観察されたスペクトル線を記述するために作られた。リュードベリの研究は、複数の異なる化学元素のスペクトル線の計算を可能にすることで、この式を拡張した。量子力学の発展とともに、これらの分光学的結果を先験的に計算された原子及び分子の輝線スペクトルと比較することが可能となり、その結果は理論的に格段に重要になった。

### 天体化学の歴史
電波天文学は1930年代に発展したが、星間分子の同定のための証拠が得られたのは、1937年になってからだった。この時点まで、星間空間に存在することが知られていた化学種は原子だけだった。これらの発見は、1940年にMcKellarらが、当時未確認だった星間空間のCH分子とCN分子の分光線を特定したことで確認された。その後30年間で、少数の他の分子が星間空間で発見された。その中で最も重要なものは、星間酸素の供給源として重要なOHで、1963年に発見された。また、星間空間で最初に観測された有機多原子分子として重要なホルムアルデヒド(H2CO)は、1969年に発見された。
星間空間でのホルムアルデヒドの発見とその後の生物学的に重要性を持つ水や一酸化炭素等の他の分子の発見は、一部の界隈から、生命起源論、特に生命の基礎的な分子要素が地球外から来たという理論を支持する強力な証拠と見られた。これらのことにより、より基礎的な天文学的研究と並行して、2009年に太陽系内の彗星から発見されたグリシンのような生物学的に重要な物質や、2016年に発見された酸化プロピレン等、キラリティを持つような生物に関連する性質を示す物質の探索が現在でも行われている。

## 分光法
天体化学における特に重要な実験手段として、望遠鏡を用いて様々な環境下での分子や原子からの光の吸収と放出を測定する分光法がある。研究室での測定結果と比較することにより、天体化学者は、恒星や星間雲の元素量、化学組成、温度を推測することができる。これは、イオン、原子、分子が、しばしば非可視光の特定の波長の光を吸収、放出し、特性スペクトルを持つことにより可能となる。しかしこれらの測定には限界があり、様々な種類の放射線（電波、赤外線、可視光、紫外線等）では、分子の化学的性質に応じた特定の種類しか検出できない。星間のホルムアルデヒドは、星間で発見された最初の有機分子である。
恐らく、各々の化学種のもっとも強力な検出技術は、電波天文学であり、ラジカルやイオン、またアルコールや酸、アルデヒド、ケトン等の有機化合物を含めて、これまで100以上の化学種を検出してきた。星間に最も豊富に存在し、またその強い双極子モーメントのため電波で最初に検出されたのは、一酸化炭素である。実際に、一酸化炭素は一般的な星間分子であるため、分子領域をマッピングするために利用される。恐らく人々の関心が最も高いのは、最も単純なアミノ酸であるグリシンの星間からの検出であるが、これにはかなりの論争がある。論争の理由の1つは、電波や回転分光等のその他の方法は、大きな双極子モーメントを持つ単純な物質の同定には適するものの、比較的小さなアミノ酸であっても、より複雑な分子に対しては感度が低いからである。
さらに、このような方法は、双極子を持たない分子には完全に無力である。例えば、宇宙に圧倒的に多く存在するが双極子を持たない水素分子は、電波望遠鏡では見えない。さらに、このような方法では、気相の物質は検出できない。密度の濃い分子雲は、10-50 Kと非常に冷たいため、水素分子を除くほとんどの分子は固体となっている。代わりに、水素分子やその他の分子は、別の波長の光により検出される。水素分子は紫外線と可視光の範囲で、吸収線と輝線（21cm線）が容易に検出される。さらに、ほとんどの有機化合物は赤外線領域の波長を吸収及び放出し、そのため、例えば火星の大気からのメタンの検出は、ハワイのマウナケア山頂にあるNASAの赤外線望遠鏡(w:NASA Infrared Telescope Facility)で最初に検出された。NASAでは、成層圏を飛行する成層圏赤外線天文台や宇宙空間にあるスピッツァー宇宙望遠鏡での観測も行っている。ニュージーランドにあるカンタベリー大学のChristopher Ozeらは2012年6月に、火星の水素分子とメタンの比を測定することで、火星の生命の存在可能性を決定する助けになるかもしれないと報告した。彼らによると、この比が低い（約40以下）と、恐らく生命が存在し活動していることを示している。また、地球外大気中の水素分子とメタンの検出法が他の科学者チームにより報告された。
赤外線天文学により、星間物質には、多環芳香族炭化水素と呼ばれる一連の複雑な気相炭素化合物が含まれることも明らかとなった。主に炭素の融合環で構成されるこれらの分子は、銀河系で最も一般的な炭素化合物と言われる。これらはまた、隕石や宇宙塵の中でも最も一般的な炭素の種類である。これらの化合物は、アミノ酸や核酸塩基、またその他多くの隕石中の物質と同様、地球上では珍しい地球外起源の重水素や炭素、窒素、酸素の同位体を運んでくる。多環芳香族炭化水素は、熱い星周環境を形成し、炭素に富んだ赤色巨星の着色の原因となる。
赤外線天文学は、ケイ酸塩や、ケロゲン様の炭素に富む固体、氷等を含む星間物質中の固体状物質の組成の推定にも用いられる。これは、固体粒子で散乱または吸収される可視光と異なり、赤外線放射は微視的な星間粒子を通り抜けることができるが、この過程で、粒子の組成の特性に応じた特定の波長が吸収されるためである。ただし、例えば窒素分子は赤外線でも電波でも検出が難しい等の制限はある。
このような赤外線の観測により、破壊的な紫外線を減衰するのに十分な粒子の存在する濃い分子雲の中では、薄い氷の層が微視的な粒子を覆い、低温化学反応が起きる環境となる。水素分子は宇宙で圧倒的に豊富な分子であるため、これらの氷の特性は水素の化学的性質に支配される。水素が原子状の場合、水素原子が近くの酸素原子、炭素原子、窒素原子と反応して、水、メタン、アンモニア等の「還元」分子を形成する。しかし、水素が分子であり、そのため反応性が低い場合、より思い原子が反応して結合し、一酸化炭素、二酸化炭素、シアン化物を形成する。これらの混合分子からなる氷は、紫外線や宇宙線に晒され、複雑な放射線由来の化合物を形成する。単純な星間氷の光化学に関する実験室での実験では、アミノ酸が形成された。星間と彗星の氷の類似性（及び気相化合物の比較）は、星間と彗星上の物質の化学的性質の関係を示す指標として提唱されている。またこの説は、スターダストによる彗星からのサンプル中の有機物の分析により支持されているが、これらの鉱物の存在は、太陽系星雲内での高温化学反応の驚くべき貢献も示している。

## 研究

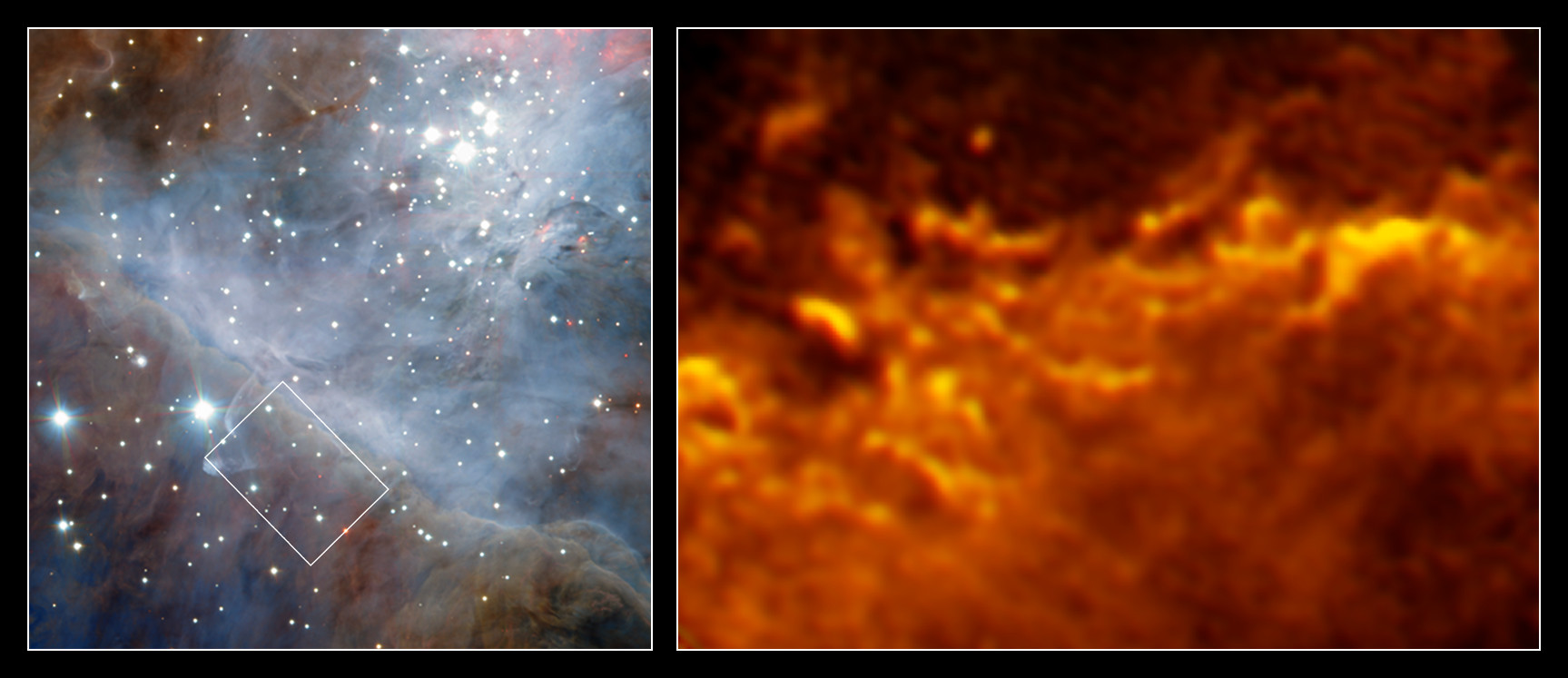
オリオン分子雲の境界の原子ガスから分子ガスへの遷移

星間分子や星周分子の形成や相互作用の方法について、例えば非自明な量子力学的現象を星間粒子の合成経路に含めて考える等の研究が進んでいる。この研究は、太陽系形成時に分子雲に存在していた一連の分子の理解に大きな影響を与える可能性がある。これら一連の分子は、彗星や小惑星の豊富な炭素化学種、ひいては毎日地球にトン単位で降り注ぐ隕石や星間塵粒子の豊富な炭素化学種に寄与した。
星間空間、惑星間空間の物質がまばらであり、対象禁制の反応は長い時間スケール以外では起こりえないため、いくつかの異常な化学反応が生じる。このため、例えばプロトン化水素分子等の地球上では不安定な分子や分子イオンが宇宙空間には豊富に存在する。
天体化学は、恒星内部で起こる核反応や恒星内部の構造を特徴づける点で、天体物理学や原子核物理学と領域が重複する。恒星が対流外層を発達させると、汲み上げ効果が起こり、核燃焼による生成物が表面に現れる。恒星が著しい質量減少を経験している場合、放出された物質には、電波望遠鏡や赤外線望遠鏡により回転スペクトルや振動スペクトルに遷移を観測できる分子が含まれている可能性がある。この興味深い例が、ケイ酸塩や水の氷の外層を持つ炭素星である。分子分光法により、これらの星が、炭素よりも酸素が豊富であった当初の組成から、ヘリウム燃焼によって生成された炭素が対流によって表面に運ばれ、恒星風に含まれる分子を劇的に変化させる炭素星期へと遷移する様子を見ることができる。
2011年10月、宇宙塵の中に、恒星が自然に、急速に生成することができる有機物（「芳香族と脂肪族の構造が混ざったアモルファス状の有機固体」）が含まれることが報告された。
2012年8月29日、世界で初めて、コペンハーゲン大学の研究者が、他の星系から特殊な糖分子であるグリコールアルデヒドを検出したと発表した。この分子は、地球から400光年離れた原始星連星IRAS 16293-2422の周りから発見された。グリコールアルデヒドは、DNAとよく似た機能を持つリボ核酸を形成するのに必要である。この発見は、惑星の形成前に、恒星系の中で複雑な有機分子が形成され、若い惑星の形成初期には存在していた可能性を示唆している。
2012年9月、NASAの科学者は、星間空間に晒された多環芳香族炭化水素は水素化、酸素化、水酸化等を経て変化し、より複雑な有機物になり、これが「タンパク質とDNAの原料であるアミノ酸とヌクレオチドへの道のりの一歩」だと報告した。さらに、これらの変化の結果として、多環芳香族炭化水素は分光学的特徴を失い、これが「星間の氷巨星、特に冷たく濃い分子雲の外側領域または原始惑星系円盤の上側の分子層に多環芳香族炭化水素が欠けている」原因の1つの可能性がある。
2014年2月、NASAは、宇宙の多環芳香族炭化水素をトラッキングするために、改良スペクトルデータベースを作ると発表した。科学者によると、宇宙の炭素の20%以上は多環芳香族炭化水素に関係するもので、恐らく生命の形成の材料になっている。ビッグバン直後に形成されたと考えられる多環芳香族炭化水素は、宇宙全域に広がっており、新星や太陽系外惑星と関係している。
2014年8月11日、アタカマ大型ミリ波サブミリ波干渉計を初めて使って、レモン彗星とアイソン彗星のコマ内部のシアン化水素、イソシアン化水素、ホルムアルデヒド、塵の分布を詳細に調べた研究が初めて発表された。
宇宙における元素や分子の供給源を研究するために、M.Yu. Dolomatov教授によって、確率論、数学的及び物理学的統計、平衡熱力学を活用して熱力学ポテンシャルに基づく星間環境での分子組成の分布の数理モデルが開発されている。このモデルに基づき、星間物質中のアミノ酸、窒素含有塩基等の生命関連分子の供給源が推定される。また石油に含まれる炭化水素分子形成の可能性が示され、与えられた計算は、宇宙での石油に含まれる炭化水素分子形成に関するSokolovとHoylの仮説を裏付ける。この結果は、天体物理学の観測結果や宇宙研究のデータによっても確認されている。
2015年7月には、探査機フィラエがチュリュモフ・ゲラシメンコ彗星の地表に最初にタッチダウンした際、搭載機器であるCOSACとPtolemyの計測により、彗星で初めて発見されたアセトアミド、アセトン、イソシアン酸メチル、プロピオンアルデヒドを含む16の有機化合物を発見したと報告された。
2023年12月には、土星の衛星エンケラドゥスのプルームから、生命に不可欠と考えられているシアン化水素や未同定、未理解の他のいくつかの有機分子を初めて発見したことが報告された。研究者らによると「これらの（新発見の）化合物は、現存する微生物叢を支えたり、生命の起源につながる複雑な有機合成を促進したりする可能性がある」。

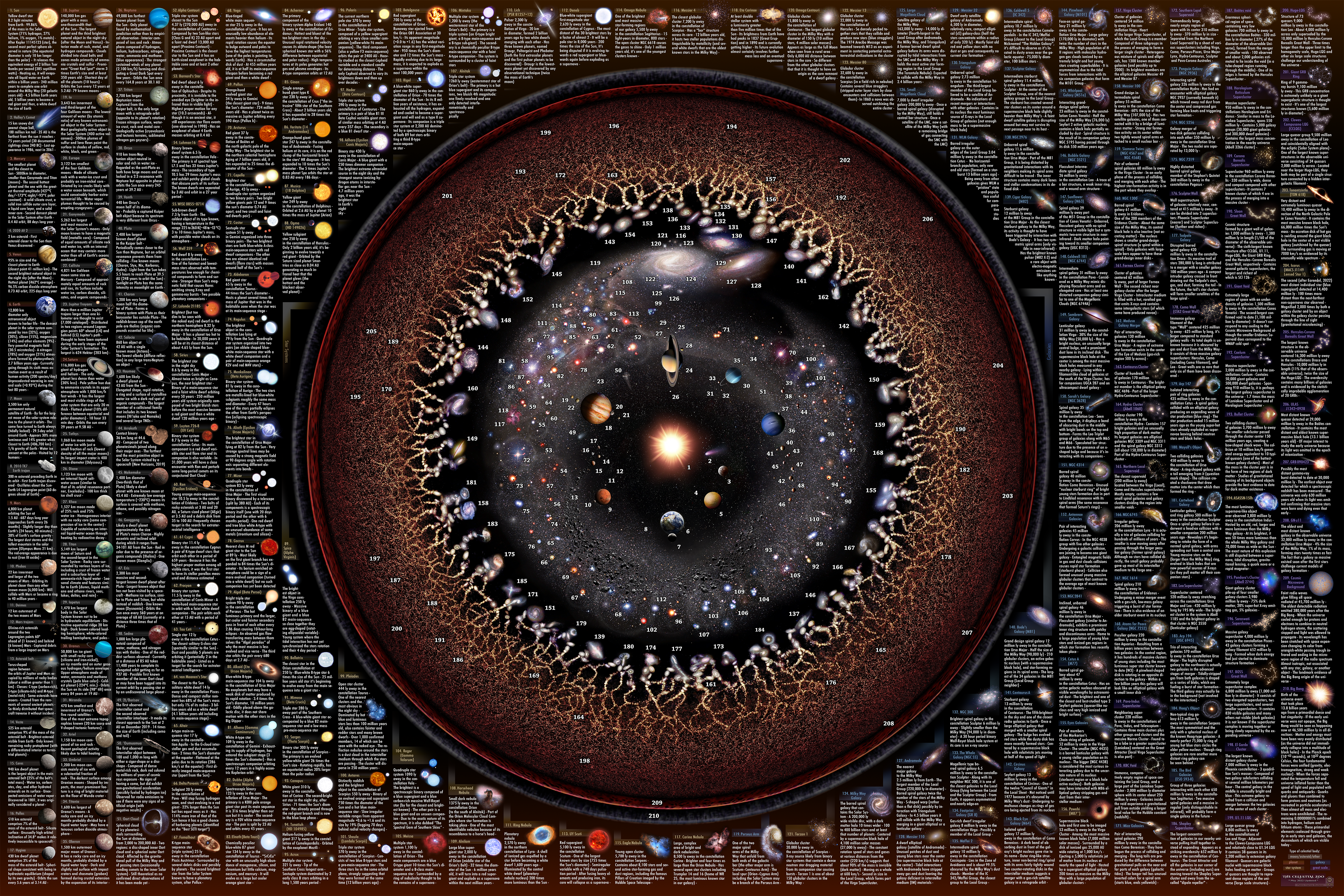
様々な種類の天体の化学的多様性は注目に値する。このインフォグラフィックでは、さまざまな種類と大きさの天体の際立った化学的特徴を示している。